# Psychotria viridis
Psychotria viridis – gatunek krzewu z rodziny marzanowatych. W Polsce znajduje się na liście środków zakazanych w grupie I-N obok środków takich jak heroina.

## Zastosowanie
Zawiera indolowe alkaloidy o działaniu psychoaktywnym, głównie DMT w stężeniu około 0,1 – 0,61%. Psychotria viridis jest głównym składnikiem enteogenicznego napoju ayahuasca w południowej i centralnej części Ameryki Południowej.

## Legalność
Roślina jest nielegalna w Polsce na mocy ustawy przeciwdziałaniu narkomanii z 2009 r.